# هوگو ریمان
کارل ویلهلم ژولیوس هوگو ریمان (آلمانی: Hugo Reimann؛ ۱۸ ژوئیهٔ ۱۸۴۹ – ۱۰ ژوئیهٔ ۱۹۱۹) یک تئوریسین موسیقی و رهبر ارکستر اهل آلمان بود.